# Jüdischer Friedhof Durbach

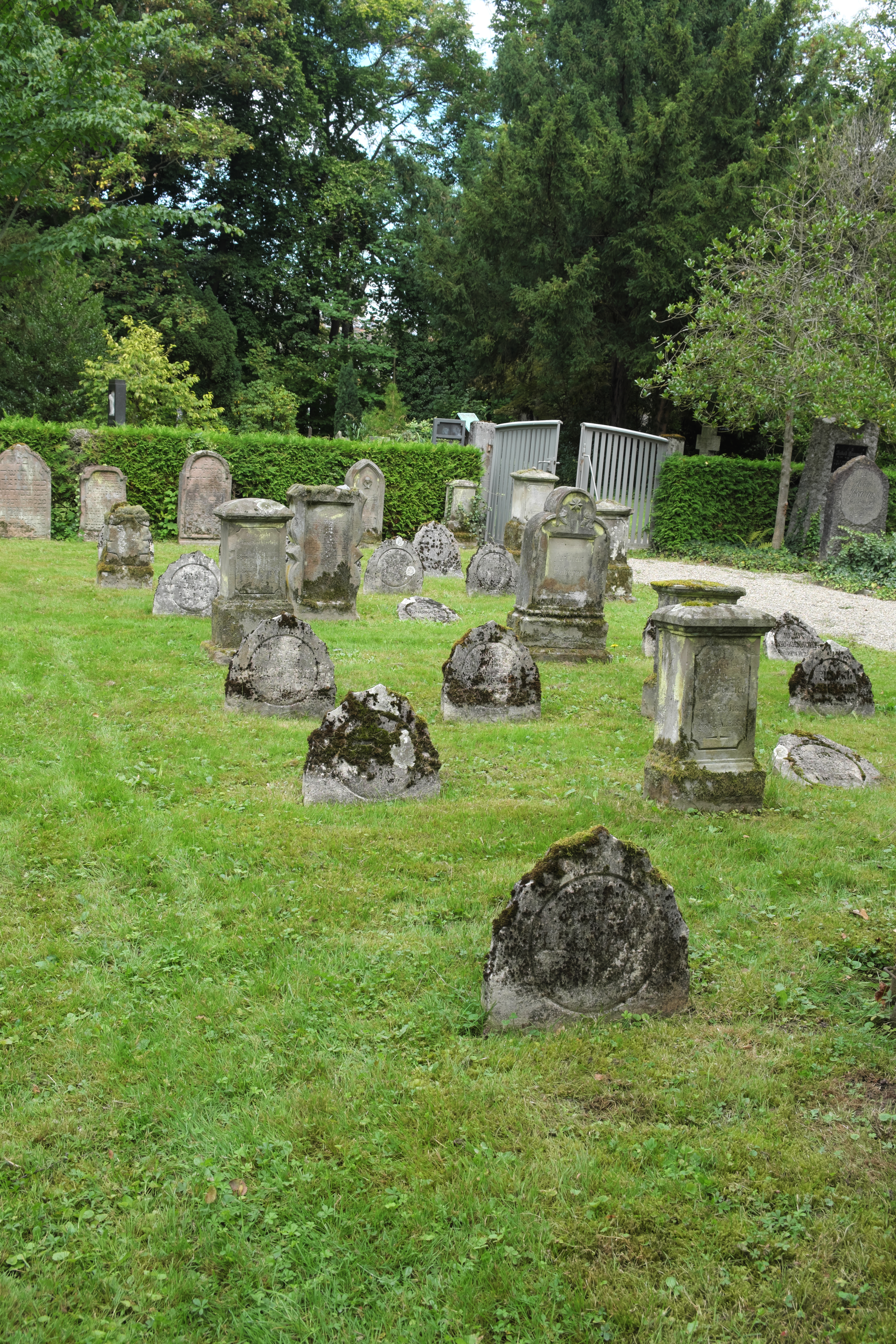
Jüdischer Friedhof in Durbach

Der Jüdische Friedhof Durbach in Durbach, einer Gemeinde im Ortenaukreis in Baden-Württemberg, ist ein geschütztes Kulturdenkmal.
Die Toten der jüdischen Gemeinde Durbach wurden zunächst auf dem alten jüdischen Friedhof Offenburg beigesetzt. 1813 wurde ein eigener Friedhof errichtet, der an der Klingelbergerstraße liegt. Der jüdische Friedhof im Gewann Allmend hat eine  Fläche von 4,16 Ar und heute sind noch 17 Grabsteine vorhanden. Der älteste Grabstein ist von 1817, die letzte Bestattung fand 1917 (Jakob Bodenheimer) statt.